# Afrodasypoda plumipes
Afrodasypoda plumipes är en biart som först beskrevs av Heinrich Friese 1912.  Afrodasypoda plumipes ingår i släktet Afrodasypoda och familjen sommarbin. Inga underarter finns listade i Catalogue of Life.